# GAU-19
La GECAL 50, oficialmente designada por el Ejército estadounidense como la GAU-19/A, es una ametralladora rotativa accionada eléctricamente que dispara el cartucho 12,7 x 99 OTAN.

## Especificaciones
La GAU-19/A está diseñada para ser alimentada con cartuchos sueltos, pero puede ser alimentada mediante una cinta de eslabón desintegrable M9 estándar si se utiliza un sistema desintegrador de eslabones. Su cadencia puede seleccionarse de 1.000 a 2.000 disparos/minuto. La versión para armar al Humvee tiene una cadencia de 1.300 disparos/minuto. La fuerza promedio de su retroceso al disparar es de 2,2 kN. En enero de 2012, la General Dynamics anunció que estarían suministrando una nueva versión designada GAU-19/B. Ofrece la misma potencia de fuego en una plataforma más ligera, pesando 48 kg.

## Historia

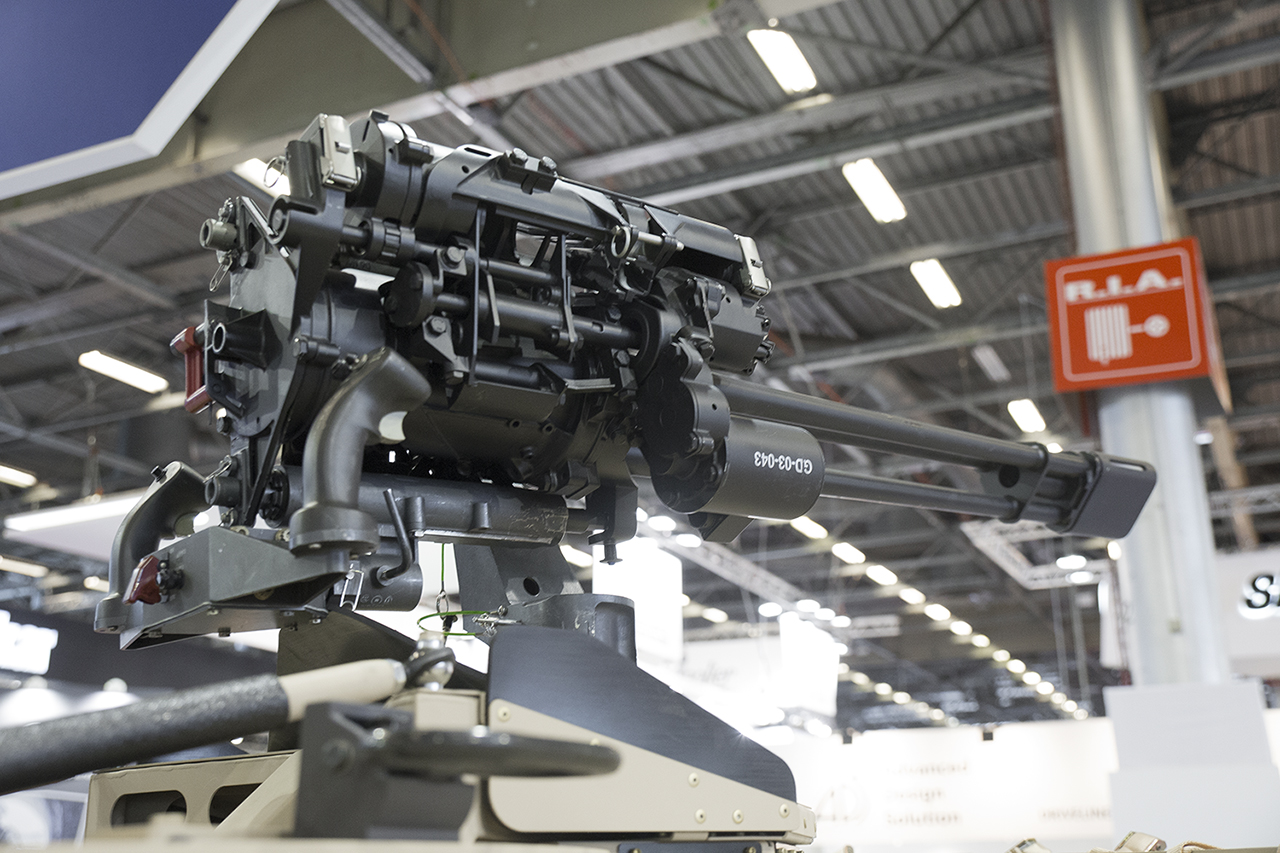
Una GAU-19/B montada sobre afuste de pedestal. Eurosatory Paris, 2016.

La GECAL 50 fue fabricada por primera vez por la General Electric, después por la Lockheed Martin y ahora por la General Dynamics. El trabajo de diseño empezó en 1982. Los primeros prototipos tenían seis cañones, pero actualmente la configuración de tres cañones es estándar. La GAU-19/A fue originalmente diseñada como una versión más grande y potente de la M134 Minigun. Debido al derribo de nueve helicópteros en Granada, la General Electric empezó a construir prototipos del arma con tres y con seis cañones. La versión con seis cañones fue diseñada con una cadencia de 4.000 disparos/minuto, pudiendo adaptarse para alcanzar una cadencia de 8.000 disparos/minuto. La GAU-19 necesita 0,4 segundos para alcanzar su cadencia máxima. Pronto fue recomendada como armamento potencial para el V-22 Osprey. El depósito de municiones estaría situado debajo del piso de la cabina y podía ser recargado en vuelo. Sin embargo, los planes para instalar a bordo la ametralladora fueron descartados más tarde. En 2005, se aprobó la instalación de la GAU-19/A a bordo del helicóptero OH-58D Kiowa. También podía haber sido empleada en el cancelado proyecto del ARH-70 del Ejército. En octubre de 2010, la General Dynamics empezó el desarrollo de la versión aligerada GAU-19/B en respuesta a la urgente necesidad de la Oficina del Programa de Helicóptero de Exploración Armado. Los vuelos de prueba empezaron en abril de 2011 y para enero de 2012, el Ejército estadounidense ordenó 24 ametralladoras GAU-19/B para emplearlas a bordo de sus helicópteros. Todas fueron suministradas en febrero del mismo año. En agosto de 2012, la GAU-19/B recibió el certificado de seguridad del Centro de Evaluación del Ejército de los Estados Unidos para su instalación a bordo del OH-58D Kiowa Warrior. 
En 1999, Estados Unidos envió 28 ametralladoras GAU-19 a Colombia. Omán utiliza la GAU-19/A montada a bordo de sus Humvee. La Armada de México utiliza helicópteros MD902 Explorer armados con la GAU-19/A en operaciones contra el narcotráfico.
Ambas variantes de la GAU-19 han sido instaladas a bordo de buques de guerra (sobre trípodes y en sistemas de armamento a control remoto), vehículos de combate (torretas y sistemas de armamento a control remoto), aviones y helicópteros (en contenedores de armamento o sobre afustes de pedestal en el fuselaje).   

## Usuarios
- Colombia: Es empleada por la Fuerza Aérea Colombiana en sus helicópteros AH-60 Arpía, y por la Policía Nacional de Colombia en las unidades antinarcóticos.
- Estados Unidos
- Irak[8]
- Japón: Es empleada por la Guardia Costera de Japón, a bordo de las lanchas patrulleras Clase Kagayuki.
- México: Es empleada por la Fuerza Aérea Mexicana y la Armada de México a bordo de Humvees, helicópteros UH-60 Black Hawk y MD902 Explorer.
- Omán: El Ejército omaní las emplea a bordo de sus Humvee.
- República Checa: 12 GAU-19B[9]
- Tailandia: 4 GAU-19/B empleadas a bordo de los AH6i.[10]